# Nemoleon variipennis
Nemoleon variipennis is een insect uit de familie van de mierenleeuwen (Myrmeleontidae), die tot de orde netvleugeligen (Neuroptera) behoort. 
Nemoleon variipennis is voor het eerst wetenschappelijk beschreven door Navás in 1929.